# Margaret Reid
Pour les articles homonymes, voir Reid.
Margaret Elizabeth Reid, née le 8 mai 1935 à Crystal Brook (Australie), est une femme politique australienne. Membre du Parti libéral, elle est présidente du Sénat entre 1996 et 2002.